# Der Mond ging unter
Der Mond ging unter (englischer Originaltitel: The Moon Is Down) ist ein 1942 erschienener Roman des amerikanischen Schriftstellers und späteren Nobelpreisträgers John Steinbeck. Er schrieb das Werk zu Beginn des Zweiten Weltkrieges, den er als Reporter und Kriegsberichterstatter miterlebte. Der Roman thematisiert die militärische Besetzung einer kleinen Stadt in Nordeuropa durch die Armee eines namentlich nicht genannten Staats. Unverkennbar dienten Steinbeck aber die Ereignisse um die Besetzung Norwegens durch die deutsche Wehrmacht im Jahr 1940 als Vorlage.
Das Buch erschien 1943 in einer Übersetzung von Anna Katharina Rehmann-Salten in der Schweiz und erlebte dort bereits 1944 seine achte Auflage. Noch während des Krieges wurden Übersetzungen in mehreren von den Nazis besetzten Ländern im Untergrund gedruckt und verbreitet. In der Sowjetunion war Der Mond ging unter damals das meistgelesene Werk der amerikanischen Literatur. Nach dem Krieg verlieh König Haakon VII. von Norwegen Steinbeck einen Orden für das Buch.

## Inhalt und Wirkung
Eine kleine Stadt an der Küste wird von einem Bataillon Soldaten einer ungenannten Macht besetzt. Die Bevölkerung ist überrascht, der Bürgermeister wartet ab, will aber nicht mit den Besatzern zusammenarbeiten.
Die Besatzer sind im Allgemeinen nette Menschen, die nur tun, was ihnen befohlen wird. Ihr Auftrag ist es möglichst viel Kohle aus den Minen herauszuholen.
Als ein Offizier von einem Minenarbeiter erschlagen wird, will die Besatzungsmacht den Bürgermeister zwingen, diesen zum Tod zu verurteilen, was der Bürgermeister ablehnt.
Langsam beginnt sich der Widerstand zu formieren, die Menschen wachen auf. Der Bürgermeister bittet über zwei fliehende Fischer die Alliierten um Hilfe zur Selbsthilfe: einfache Waffen, die jedermann bedienen kann.
Langsam wird für die Besatzer das Leben zur Hölle: Aus dem einfachen Sieg wird ein harter Überlebenskampf.
Der Bürgermeister wird als Geisel für das Wohlverhalten der Bevölkerung verhaftet. Er weiß, dass er sterben muss, denn sein Volk lässt sich nicht unterdrücken.
Personen
- Bürgermeister Orden
- Doktor Winter – ein Freund Ordens
- Joseph – Diener Ordens
- Annie – Köchin Ordens
- Madame (Sarah) – Frau Orden
- Alex Morran – Mineur, tötet Hauptmann Bentick und wird zum Tode verurteilt und erschossen
- Molly Morran – seine Frau
- Will & Tom Anders – Fischer
- George Corell – Verräter, Ladeninhaber und "Wohltäter" der Stadt
- Oberst Lanser – befehlshabender Offizier des Bataillons, Veteran des Ersten Weltkrieges
- Hauptmann Bentick
- Major Hunter – Ingenieur der Besatzungstruppen
- Hauptmann Loft – stramm obrigkeitsgläubig
- Leutnant Prackle
- Leutnant Tonder

Anna Katharina Rehmann-Salten übersetzte den Roman 1942 ins Deutsche, er erschien 1943 in Zürich und erlebte bis Kriegsende mindestens acht Auflagen. Zudem arrangierte sie die Dialoge für eine szenische Aufführung. Die Uraufführung des Dramas fand am 27. Oktober 1943 am Theater Basel statt und wurde zu einem großen Erfolg.

## Verfilmung
The Moon is Down, ein Film von Irving Pichel mit Lee J. Cobb, Cedric Hardwicke, Henry Travers

## Deutschsprachige Hörspielbearbeitungen
- 1949: Der Mond ging unter – Bearbeitung (Wort): Franz Schneider-Facius; Regie: Hanns Korngiebel (RIAS Berlin)
- 1951: Der Mond ging unter – Bearbeitung (Wort): Hans-Jochen Schale; Regie: Karl Ebert (Radio Saarbrücken)
- 1955: Der Krieg in Rückschau und Gleichnis: Der Mond ging unter – Bearbeitung (Wort): Hans-Jochen Schale;  Regie: Karl Ebert (SDR)
- 1955: Der Mond ging unter (Es geschah um elf) – Bearbeitung (Wort): H. H. Hauri; Regie: Nicht angegeben (ORF Vorarlberg)

Quellen: ARD-Hörspieldatenbank für die deutschen und Ö1-Hörspieldatenbank für die österreichischen Produktionen